# Lista dos governadores romanos da Ásia
Esta é uma lista dos governadores romanos da Ásia. Criada depois de 133 a.C., a província romana da Ásia acabou sendo reorganizada pelo imperador Augusto, que a entregou ao Senado Romano como uma das províncias senatoriais de status proconsular. Ela foi dividida por Diocleciano durante sua reorganização do Império Romano na década de 290 e uma pequena porção da antiga província manteve o nome antiga. Já no período bizantino, a província foi absorvida pelo Tema Tracesiano (século VII). Muitas das datas listadas são aproximadas.

## Período republicano(133–27a.C.)
- Públio Licínio Crasso Dives Muciano (131–130 a.C.)
- Marco Perperna (130–129 a.C.)
- Mânio Aquílio (129–126 a.C.)
- Quinto Múcio Cévola (120 a.C.) (propretor)
- (?) Cneu Papírio Carbão (116 a.C.) (propretor)
- Marco Antônio (112 a.C.) (questor propretor)
- Caio Bilieno (c.  106 a.C.)
- (?) Caio Clúvio (104 a.C.)
- Lúcio Calpúrnio Pisão Cesonino (c.  100 a.C.)
- Quinto Múcio Cévola (97 a.C.)
- Lúcio Gélio Publícola (c.  93 a.C.)
- Lúcio Valério Flaco (c.  92 a.C.)
- Caio Júlio César (c.  91 a.C.)
- Lúcio Lucílio (90 a.C.)
- Caio Cássio (89–88 a.C.)
- Lúcio Cornélio Sula (88–84 a.C.)
- Lúcio Licínio Murena (84–83 a.C.) (propretor)
- Lúcio Cornélio Lêntulo (82–81 a.C.)
- Marco Minúcio Termo (81–80 a.C.)
- Caio Cláudio Nero (80 a.C.)
- (?) Terêncio Varrão (77–76 a.C.)
- Marco Júnio Silano (76–75 a.C.)
- Marcus Junco (75 a.C.)
- Lúcio Licínio Lúculo (73–69 a.C.)
- Públio Cornélio Dolabela (68–67 a.C.)
- Lúcio Mânlio Torquato (67–66 a.C.)
- Tito Aufídio (66–65 a.C.)
- Públio Varínio (65–64 a.C.) (propretor)
- Públio Órbio (64–63 a.C.) (propretor)
- Públio Servílio Glóbulo (63–62 a.C.) (propretor)
- Lúcio Valério Flaco (62–61 a.C.) (propretor)
- Quinto Túlio Cícero (61–58 a.C.)
- Lúcio (Tito?) Âmpio Balbo (58–57 a.C.)
- Caio Fábio Adriano (57–56 a.C.)
- Caio Sétimo (56–55 a.C.)
- Caio Cláudio Pulcro (55–53 a.C.)
- Quinto Minúcio Termo (53–50 a.C.) (propretor)
- Lúcio Antônio (50–49 a.C.) (proquestor propretor)
- Caio Fânio (49–48 a.C.)
- Cneu Domício Calvino (47–46 a.C.)
- Públio Servílio Vácia Isáurico (46–44 a.C.)
- Caio Trebônio (44–43 a.C.)
- Marco Túrio (42–40 a.C.)
- Lúcio Munácio Planco (40–38 a.C.)
- Marco Coceio Nerva (38 a.C.)
- Caio Fúrnio (36–35 a.C.)
- Marco Tício (35–34 a.C.)
- Cneu Asínio Marrucino (34–33 a.C.)
- Marco Herênio Picente (33 a.C.)
- Védio Polião (?  31–30 a.C.)
- Caio Mêmio (depois de 30 a.C.)

## Dinastia júlio-claudiana(27 a.C.–68 d.C.)
- Lúcio Vinício (27–25 a.C.)
- Potito Valério Messala (25—23 a.C.)
- Sexto Apuleio (23–21 a.C.)
- Caio Norbano Flaco (18–17 a.C.) ou (17–16 a.C.)
- Quinto Emílio Lépido (15 a.C.)
- Caio Sêncio Saturnino (14–13 a.C.)
- Marco Vinício (12–10 a.C.)
- Paulo Fábio Máximo (10–8 a.C.)
- Julo Antônio (7–6 a.C.)
- Caio Asínio Galo Salonino (6–5 a.C.)
- Públio Cornélio Cipião (entre 15 e 4 a.C.)
- Cneu Cornélio Lêntulo Áugure (2–1 a.C.)
- Lúcio Calpúrnio Pisão (c. 1)
- Públio Sulpício Quirino (c. 2)
- Públio Vinício (c. 2)
- Caio Márcio Censorino (2—3)
- Marco Pláucio Silvano (4—5)
- Públio Marcelino (entre 5 e 12)
- Caio Asínio Polião (entre 5 e 12)
- (?) Lúcio Calpúrnio Pisão Cesonino (entre 5 e 12)
- Caio Antíscio Veto (c. 6)
- Lúcio Volúsio Saturnino (9—10)
- Lúcio Valério Messala Voleso (11— 12)
- Caio Víbio Póstumo (12—15)
- Sexto Nônio Quintiliano (16—17)
- Quinto Popeu Segundo (17-18)
- Caio Júnio Silano (20—21)
- Mânio Emílio Lépido (21—22)
- Caio Fonteio Capitão (22—23)
- Caio Norbano Flaco (24)
- Favônio (24/25 ou 25/26)
- Sexto Pompeu (24/25 ou 25/26)
- Marco Emílio Lépido (c. 26/28)
- Públio Petrônio (c. 29—35)
- Marco Aurélio Cota Máximo Messalino (35/36)
- Caio Víbio Rufino (36/37)
- Caio Calpúrnio Avíola (37—38)
- Caio Asínio Polião (c. 38/39)
- Marco Vinício (c. 38/39)
- Públio Vinício (c. 38/39)
- Caio Cássio Longino (40—41)
- Caio Trebônio (43)
- Paulo Fábio Pérsico (43—44)
- Públio Mêmio Régulo (48—49)
- Caio Pompeu Longo Galo (49—50)
- Aulo Dídio Galo (c. 50/52)
- Cneu Domício Córbulo (52—53)
- Públio Suílio Rufo (53—54)
- Marco Júnio Silano Torquato (54)
- Tibério Pláucio Silvano Eliano (55—56)
- Lúcio Vipstano Publícola (58—59)
- Caio Vipstano Messala Galo (59—60)
- Quinto Márcio Bareia Sorano (c. 61/62)
- Públio Volasena (62—63)
- Lúcio Sálvio Otão Ticiano (63—64)
- Lúcio Antíscio Veto (64—65)
- Mânio Acílio Avíola (65—66)
- Marco Apônio Saturnino (67-68)
- Caio Fonteio Agripa (68—69)

## Dinastia flaviana (69 — 96)
- Marco Suílio Nerulino (69—70)
- Tito Clódio Éprio Marcelo (70—73)
- Aulo Ducênio Gêmino (73/74)
- Marco Vécio Bolano (75/76)
- Tibério Cácio Ascônio Sílio Itálico (77/78)
- Cneu (? Públio) Árrio Antonino (78/79)
- Marco Úlpio Trajano (senador) (79/80)
- Caio Lecânio Basso Cecina Peto (80/81)
- Sexto Júlio Frontino (85—86)
- Públio Nônio Asprenas Césio Cassiano (86—87)
- Caio Vetuleno Cívica Cerial (87—88)
- Lúcio Méstrio Floro (88—89)
- Marco Fúlvio Gilão (89—90)
- Lúcio Lúscio Ocreia (90—91)
- Públio Calvísio Rusão Júlio Frontino (92—93)
- Lúcio Júnio Cesênio Peto (93—94)
- Marco Atílio Póstumo Brádua (94—95)
- Sexto Carmínio Veto (96—97)
- Cneu Pedânio Fusco Salinador (98—99)

## Dinastia nerva-antonina (97 — 192)
- Quinto Júlio Balbo (100—101)
- Quinto Víbio Segundo (101—102)
- Caio Aquílio Próculo (103—104)
- Lúcio Álbio Pulaieno Polião (104—105)
- Tibério Júlio Celso Polemeano (105—106)
- Lúcio Dasúmio Adriano (106—107)
- Lúcio Nônio Calpúrnio Torquato Asprenas (107—108)
- Marco Lólio Paulino Décimo Valério Asiático Saturnino (c. 108/109)
- Caio Âncio Aulo Júlio Quadrado (109—110)
- Lúcio Bébio Tulo (110—111)
- Quinto Fábio Postúmino (111—112)
- Públio Cornélio Tácito (112—113)
- Quinto Víbio Segundo (113)
- Aulo Vicírio Marcial (113—114)
- Marco Ostório Escápula (114—115)
- Quinto Fúlvio Gilão Bício Próculo (115—116)
- Tibério Júlio Ferox (116—117)
- Quinto Serveu Inocente (117—118)
- Galeu Tecieno Severo Marco Epuleio Próculo Tibério Cépio Hispão (118—119)
- Caio Trebônio Próculo Mécio Modesto (119—120)
- Sexto Súbrio Dexter Cornélio Prisco (120—121)
- Quinto Licínio Silvano Graniano (121—122)
- Caio Minício Fundano (122—123)
- Quinto Pompeu Falcão (123—124)
- Marco Peduceu Priscino (124—125)
- Tito Avídio Quieto (125—126)
- Públio Estertínio Quarto (126—127)
- Lúcio Hédio Rufo Loliano Ávito (128—129)
- Públio Juvêncio Celso (129—130)
- Públio Afrânio Flaviano (130—131)
- Lúcio Fundânio Lamia Eliano (131—132)
- Caio Júlio Alexandre Bereniciano (132—133)
- Quinto Corédio Galo Gargílio Antigo (134—135)
- Tito Aurélio Fulvo Boiônio Árrio Antonino (135—136), futuro imperador
- Quinto Pompônio Rufo Marcelo (136—137)
- Lúcio Venuleio Aproniano Otávio Prisco (138—139)
- Lúcio Valério Propínquo (140-141)
- Sexto Júlio Maior (141-142)
- Tibério Júlio Cândido Celso (143-144)
- (Tibério Cláudio?) Juliano (144-145)
- Tibério Cláudio Quartino (145-146)
- Lúcio Antônio Albo (147—148)
- Quinto Flávio Tértulo (148-149)
- Popílio Prisco (149—150)
- Públio Múmio Sisena (150-151)
- Tito Vitrásio Polião (151-152)
- Caio Júlio Severo (152-153)
- Lúcio Estácio Quadrado (156—157)
- Tito Estacílio Máximo (157—158)
- Públio Múmio Sisena Rutiliano (160-161)
- Quinto Cornélio Próculo (161—162)
- Caio Popílio Caro Pedão (162—163)
- Quinto Pompeu Sósio Prisco (163—164)
- Caio Pompeu Longo Galo (163—164)
- Marco Gávio Esquila Galicano (164—165)
- Décio Fonteio Frontão (165—166)
- Estácio Quadrado (c. 167)
- Tito Pompônio Próculo Vitrásio Polião (167—168)
- Lúcio Sérgio Paulo (168)
- Sextio Quintílio Valério Máximo (168—169)
- Aulo Júnio Rufino (169—170)
- Servilio Paulo (170)
- Marco Nônio Macrino (170—171)
- Lúcio Emílio Junco (171-172)
- Marco Júnio Rufino Sabiniano (172—173)
- Sexto Sulpício Tértulo (173—174)
- Tito Flávio Cláudio Sulpiciano (186), usurpador romano
- Úlpio Marcelo (189)
- Lúcio Hédio Rufo Loliano (antes de 193)
- (?) Sulpício Crasso (data incerta)

## Dinastia severa (193 — 235)
- Lúcio Albino Saturnino (c. 190/200)
- Asélio Emiliano (192—193)
- (?) Marco Gávio Galicano (? c. 195/200)
- Quinto Licínio Nepos (c. 198/208)
- Quinto Aurélio Polo Terenciano (c. 198/208)
- Quinto Tineio Sacerdos (c. 199/211)
- Quinto Hédio Rufo Loliano Genciano (201—202)
- Tário Ticiano (c. 202/205)
- Lúcio Calpúrnio Próculo (c. 202/205)
- Popílio Pedo Apropiano (c. 204/206)
- Quinto Cecílio Segundo Serviliano (208—209)
- Tito Manílio Fusco (209—210)
- (?) Décimo Célio Calvino Balbino (data desconhecida), futuro imperador
- (?) Sêxtio Mágio Laterano (data desconhecida)
- (?) Caio Gabínio Bárbaro Pompeiano (c. 211/213)
- Gávio Tranquilo (c. 211/213)
- Marco Júnio Consesso Emiliano (c. 213/214)
- Lúcio Mário Máximo Perpétuo Aureliano (213—215) ou (214—216)
- Caio Júlio Ávito Alexiano (216—217)
- Caio Júlio Ásper (217) ("designado")
- Quinto Anício Fausto (217—218)
- (?) Lúcio Mário Perpétuo (c. 218/219)
- Marco Númio Úmbrio Primo Senécio Albino (c. 221)
- Marco Aufídio Frontão (c. 219/222)
- Caio Aufídio Marcelo (c. 219/222)
- Quinto Hédio Loliano Pláucio Ávito (c. 224)
- (?) Quinto Aiácio Modestino Crescenciano (c. 222/235)
- Quinto Vírio (Víbio?) Egnácio Sulpício Prisco (c. 222/235)
- Marco Clódio Pupieno Máximo (antes de 234), futuro imperador
- Amico (c. 230/232)

## Final doséculo III
- Lúcio Valério Messala Apolinário (c. 236/238)
- Marco Triário Rufino Asínio Sabiniano (c. 238/240)
- Lúcio Egnácio Vítor Loliano (242—245)
- Caio Júlio Flávio Próculo Quintiliano (249—250)
- Caio Júlio Otávio Volusena Rogaciano (c. 253/256)
- Maximiliano (? 260)
- (?) Tibério Polênio Armênio Peregrino (data desconhecida)
- Arélio Fusco (275)
- Faltônio Probo (276)
- Júlio Próculo (276)
- Júlio Asclepiodoto (283) (praeses)

## Dominato
- Aurélio Hermogeniano (c. 286/305)
- Tito Flávio Festo (c. 286/293)
- Prisco (c. 286/305)
- Lúcio Artório Pio Máximo (c. 287/298)
- Júnio Tiberiano (c. 293/303)
- Ânio Epifânio (c. 293/305)
- Âmnio Mânio Cesônio Nicômaco Anício Paulino (c. 324/334)
- Tito Fábio Ticiano (c. 324/337)
- Lúcio Célio Môncio (c. 340/350)
- Marino (c. 351/354)
- Flávio Magno (c. 354/359)
- Mantiteu (antes de 355)
- Juliano (360)
- Élio Cláudio Dulcício (361—363)
- Vitálio (363)
- Helpídio (364)
- Hormisda (365)
- Clearco (366—367)
- Eutrópio (c. 371/372)
- Festo (372—378)
- Sétimo Meádio (c. 379/386)
- Númio Emiliano Dexter (c. 379/387)
- Auxônio (381)
- Nicômaco Flaviano (382—383)
- Vitório (392—394)
- Aureliano (395)
- Eternal (396)
- Simplício (396)
- Nebrídio (396)
- Juliano (397)
- Anatólio (c. 395/408)
- Flávio Antêmio Isidoro (c. 405/410)
- Flávio Heliodoro (c. 439/442)
- Próculo (449)

## Governadores em data incerta
- Marco Apônio Saturnino (terceiro quarto do século I)
- Rufo (último quarto do século I)
- Quinto Pompeu Senécio Sósio Prisco (terceiro quarto do século II)
- (?) Escauriano (? final do século III)
- Cassiano (século III/IV)
- Cossínio Rufino (? meio/final do século III)
- Axióquio (? final do século IV)
- Ambrósio (? final do século IV)
- Messalino (século IV/V)
- Aristo (século IV/V)
- Constantino (século IV/V)
- Nono (início do século V)
- (?) Inácio (início/meio do século V)
- (?) Zosimiano (início/meio do século V)
- André (? século V)
- Flávio Áxio Arcádio Flegécio (final do século V/início do VI)
- Damôcaro (século V/VI)
- Teodósio (século VI)